# Sveriges U19-herrlandslag i handboll
Sveriges U19-herrlandslag i handboll representerar Sverige i handboll under U18-EM och U19-VM för herrar.
Laget bildas som "U17-landslag" men spelar inga mästerskap förrän U18-EM.

## Mästerskap
| - U18-EM 1992 (födda 1974): Ej kvalificerade - U18-EM 1994 (födda -76): 9:a - U18-EM 1997 (födda -79): Guld - U18-EM 1999 (födda -81): Ej kvalificerade - U18-EM 2001 (födda -83): Brons - U18-EM 2003 (födda -85): Ej kvalificerade - U18-EM 2004 (födda -86): 7:a - U18-EM 2006 (födda -88): Brons - U18-EM 2008 (födda -90): Brons - U18-EM 2010 (födda -92): 7:a - U18-EM 2012 (födda -94): Silver - U18-EM 2014 (födda -96): 5:a - U18-EM 2016 (födda -98): 9:a - U18-EM 2018 (födda -00): Guld - U18-EM 2020 (födda -02): Inställt på grund av Covid-19-pandemin - U19-EM 2021[a] (födda -02): 7:a - U18-EM 2022 (födda -04): Silver | - U19-VM 2005 (födda 1986): Ej kvalificerade - U19-VM 2007 (födda -88): Brons - U19-VM 2009 (födda -90): Brons - U19-VM 2011 (födda -92): Brons - U19-VM 2013 (födda -94): 6:a - U19-VM 2015 (födda -96): 5:a - U19-VM 2017 (födda -98): 5:a - U19-VM 2019 (födda -00): 11:a - U19-VM 2021 (födda -02): Inställt på grund av Covid-19-pandemin - U19-VM 2023 (födda -04): 17:e |

a  European Handball Federation beslutade att 2021 hålla ett U19-EM, för att väga upp för det inställda U18-EM 2020 och U19-VM 2021, och därmed försöka minska Coronavirusets påverkan på denna årskull av handbollsspelare.

### Webbkällor
- Sveriges placeringar och förbundskaptener vid samtliga JEM, JVM, UEM och UVM som spelats, från Svenska Handbollförbundets webbplats